# Steve Wooddin
Steven Wooddin (ur. 16 stycznia 1955 w Wielkiej Brytanii) – nowozelandzki piłkarz, reprezentant kraju grający na pozycji pomocnika.

## Kariera piłkarska
Przygodę z futbolem rozpoczął w 1977 w klubie Dunedin City. W 1980 przeszedł do South Melbourne FC. W 1984 przeszedł do Christchurch United. W 1984 zakończył karierę piłkarską.

## Kariera reprezentacyjna
Karierę reprezentacyjną rozpoczął w 1980. W 1982 został powołany przez trenera Johna Adsheada na Mistrzostwa Świata 1982, gdzie reprezentacja Nowej Zelandii odpadła w fazie grupowej. Karierę zakończył w 1984, a w reprezentacji zagrał w 24 spotkaniach i strzelił 11 bramek.